# Carlos Martínez Aibar
Carlos Martínez Aibar (Cadice, 29 marzo 1989) è un ex calciatore spagnolo, di ruolo centrocampista.

## Carriera

### Club
Nel 2013, ha giocato tre partite nella fase a gironi della CONCACAF Champions League con il Luis Ángel Firpo.

### Nazionale
Nel 2007 ha vinto gli Europei Under-19.